# Goudié Sougouna
Gouadié Sougouna est une commune rurale du Mali de l'arrondissement central de Molobala, dans le cercle de Molobala et la région de Koutiala, elle a pour chef-lieu la localité de Sanguéla.

## Villages
La commune s'étend sur 6 localités relevées lors du recensement général de 2009. 
Les villages les plus peuplés sont :
- Sanguéla (5 341 habitants)
- Gouan (2 118 habitants)
- Watarla (2 069 habitants)

En 2023, la loi 2023-007 attribue à la commune 6 villages, fractions ou quartiers  :
- Sanguéla
- Filima
- Gouan
- Sao
- Kougnou
- Watarla